# چین-آپ

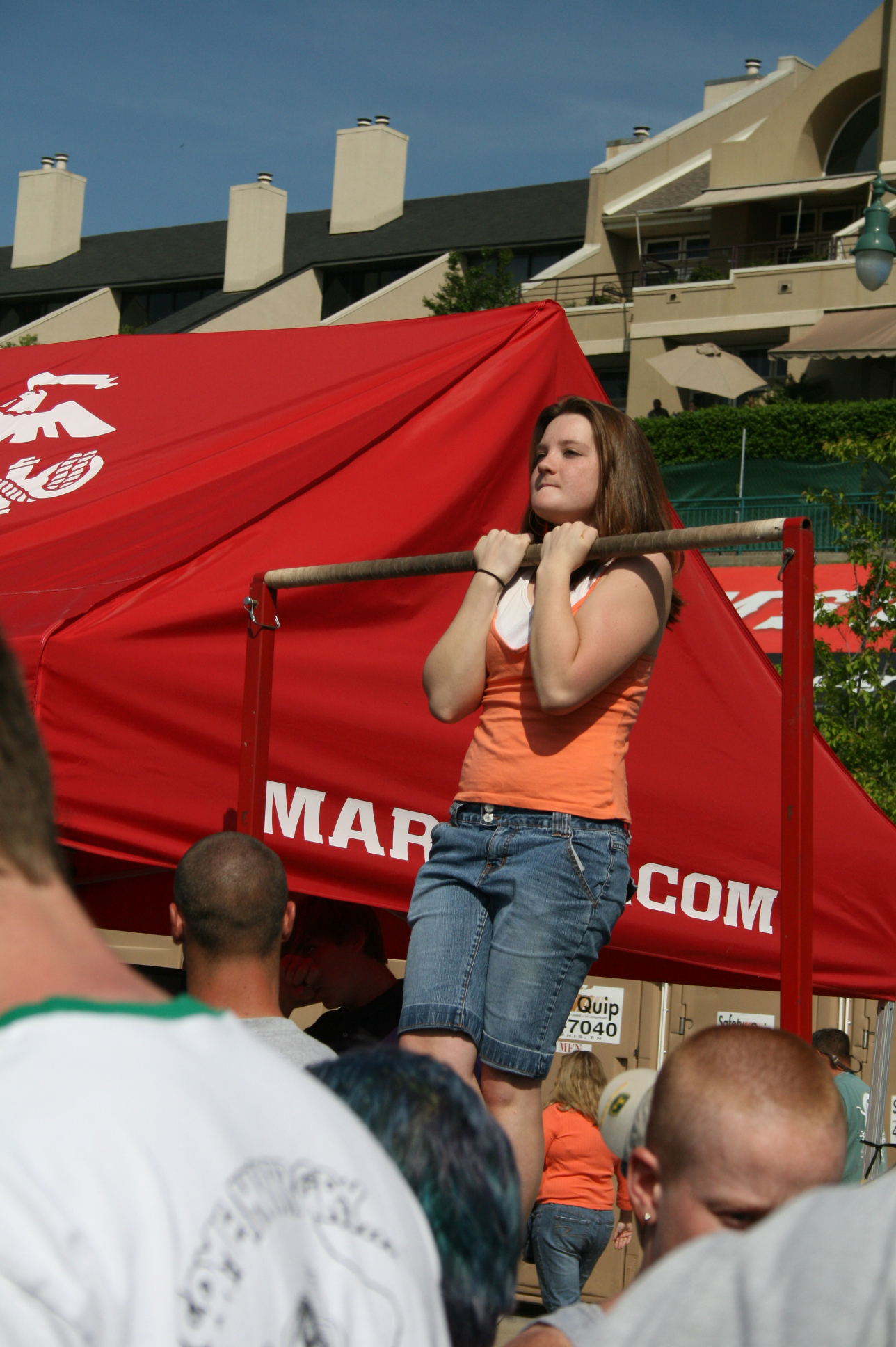

چین-آپ (به انگلیسی: Chin-Up) یا چانه بالا یک حرکت ورزشی است با بارفیکس یا بارفیکس زدن (اصطلاح فارسی) به طوری که کف دستان روبه صورت باشد. چین‌آپ ساده بدین صورت است که بارفیکس را با دو دست گرفته (که کف دستان روبه صورت باشد) به طوری که آرنجتان کاملاً باز باشد سپس خود را بالا می‌کشید تا چانه به بارفیکس برسد.